# Rascló de bec sagnant
El rascló de bec sagnant (Pardirallus sanguinolentus) és una espècie d'ocell de la família dels ràl·lids (Rallidae) que habita boscos de ribera des del nord del Perú, Bolívia, el Paraguai, sud-est del Brasil i Uruguai, cap al sud, a través de Xile i Argentina fins Terra del Foc.